# Норгерварт
Норгерварт (нід. Norgervaart) — селище в нідерландській провінції Дренте. Входить до муніципалітету Норденвелд.